# Roscoe Hill
Roscoe Hill (9 de noviembre de 1994) es un deportista estadounidense que compite en boxeo.
Ganó una medalla de plata en el Campeonato Mundial de Boxeo Aficionado de 2021 y una medalla de bronce en los Juegos Panamericanos de 2023, ambas en la categoría de 51 kg.

## Palmarés internacional
| Campeonato Mundial   | Campeonato Mundial | Campeonato Mundial | Campeonato Mundial |
| Año                  | Lugar              | Medalla            | Categoría          |
| -------------------- | ------------------ | ------------------ | ------------------ |
| 2021                 | Belgrado (Serbia)  | Medalla de plata   | 51 kg              |
| Juegos Panamericanos |                    |                    |                    |
| Año                  | Lugar              | Medalla            | Categoría          |
| 2023                 | Santiago (Chile)   | Medalla de bronce  | 51 kg              |